# ان‌بی‌ای ۲کی۲۱
ان‌بی‌ای ۲کی۲۱ (به انگلیسی: NBA 2K21) یک بازی ویدئویی شبیه‌سازی بسکتبال است که توسط ویژوال کانسپتس ساخته شده‌است و توسط ۲کی گیمز براساس اتحادیه ملی بسکتبال (ان‌بی‌ای) منتشر شده‌است. این بازی بیست و دومین بازی در مجموعه ان‌بی‌ای ۲کی است که جانشین ان‌بی‌ای ۲کی۲۰ است. این بازی در تاریخ ۴ سپتامبر ۲۰۲۰ برای مایکروسافت ویندوز، نینتندو سوئیچ، پلی‌استیشن ۴، ایکس‌باکس وان و استادیا و بعداً برای پلی‌استیشن ۵ و ایکس‌باکس سری ایکس و سری اس منتشر شد.

## انتشار
در ۱۱ ژوئن ۲۰۲۰، تیزری از این بازی که زاین ویلیامسن از نیو اورلینز پلیکانز در آن حضور داشت پخش شد. ان‌بی‌ای ۲کی در تاریخ ۳۰ ژوئن ۲۰۲۰ اعلام کرد که دیمین لیلارد از پورتلند تریل بلیزرز برروی جلد نسخهٔ استاندارد کنسول‌های نسل فعلی قرار دارد. ان‌بی‌ای ۲کی در تاریخ ۱ ژوئیهٔ ۲۰۲۰، دیمین لیلارد را به عنوان ورزشکار اصلی نسخهٔ استاندارد کنسول‌های نسل بعدی اعلام کرد. آخرین جلدها در بزرگداشت کوبی برایانت، در ۲ ژوئیهٔ ۲۰۲۰ منتشر شد. نسخهٔ آزمایشی این بازی در بیست و چهارم اوت منتشر شد.